# スキマスイッチ TOUR 2022 “café au lait”
『スキマスイッチ TOUR 2022 “café au lait”』は、スキマスイッチのライブ・アルバム。

## 解説
- 自身最長のツアーとなった「スキマスイッチ TOUR 2022 “café au lait”」のライブ・アルバム[2]。
- 2022年7月30日に高崎芸術劇場で開催された群馬公演の模様を収録[2]。
- 映像作品「スキマスイッチ TOUR 2022 “café au lait” THE MOVIE」との連動応募抽選券封入。
- 『スキマスイッチ TOUR 2020-2021 Smoothie』から約1年10ヶ月ぶりのライブ・アルバム。

## バンドメンバー
| バンドメンバー | バンドメンバー           | バンドメンバー |
| -------------- | ------------------------ | -------------- |
| 大橋卓弥       | Vocal, Guitar            |                |
| 常田真太郎     | Piano, Keyboards, Chorus |                |
| 村石雅行       | Drums                    |                |
| 種子田健       | Bass                     |                |
| 石成正人       | Guitar, Chorus           |                |
| 浦清英         | Keyboards, Organ         |                |
| 松本智也       | Percussion, Chorus       |                |
| 本間将人       | Sax, Chorus              |                |
| 田中充         | Trumpet, Chorus          |                |

## 収録曲

### DISC 1
1. 並行トラベラー
  - サポートメンバーの田中充、石成正人、松本智也で結成されたユニット「スキマのスキマ」の楽曲[3]。
2. OverDriver
3. 吠えろ!
4. 青春
5. スイッチ！
6. G.A.M.E.
7. ムーンライトで行こう
8. Baby good sleep
9. いろは
10. Ordinary
11. SINK

### DISC 2
1. フォークで恋して
2. I-T-A-Z-U-R-A
3. スモーキンレイニーブルー
4. リチェルカ
5. Ah Yeah!!
6. 全力少年
7. されど愛しき人生
8. 風がめくるページ<Bonus Track>
9. 「スキマのはなし⑥」（MC集）<Bonus Track>

## プロモーション
- 購入する対象店舗に応じて先着で購入特典がプレゼントされた[4]。

| 対象店舗     | 特典内容                                              |
| ------------ | ----------------------------------------------------- |
| Amazon.co.jp | 商品ジャケット絵柄のメガジャケ（サイズ：24.0×24.0cm） |
| 楽天ブックス | 商品ジャケット絵柄のポストカード                      |

- 「スキマスイッチ “Live Full Course 2022” 〜 20年分のライブヒストリー 〜」会場での予約者には「オリジナルオーナメント」がプレゼントされた[5]。